# Amphicoma corinthia
Amphicoma corinthia är en skalbaggsart som beskrevs av Leon Fairmaire 1891. Amphicoma corinthia ingår i släktet Amphicoma och familjen Glaphyridae. Inga underarter finns listade i Catalogue of Life.